# フランス社会党 (PSF)
フランス社会党（フランスしゃかいとう / フランス語: Parti Socialiste Français）は、1902年に結成され1905年まで存続したフランスの社会主義政党。略称はPSF。

## 概要
現在のフランス社会党の源流の一つである。

## 沿革

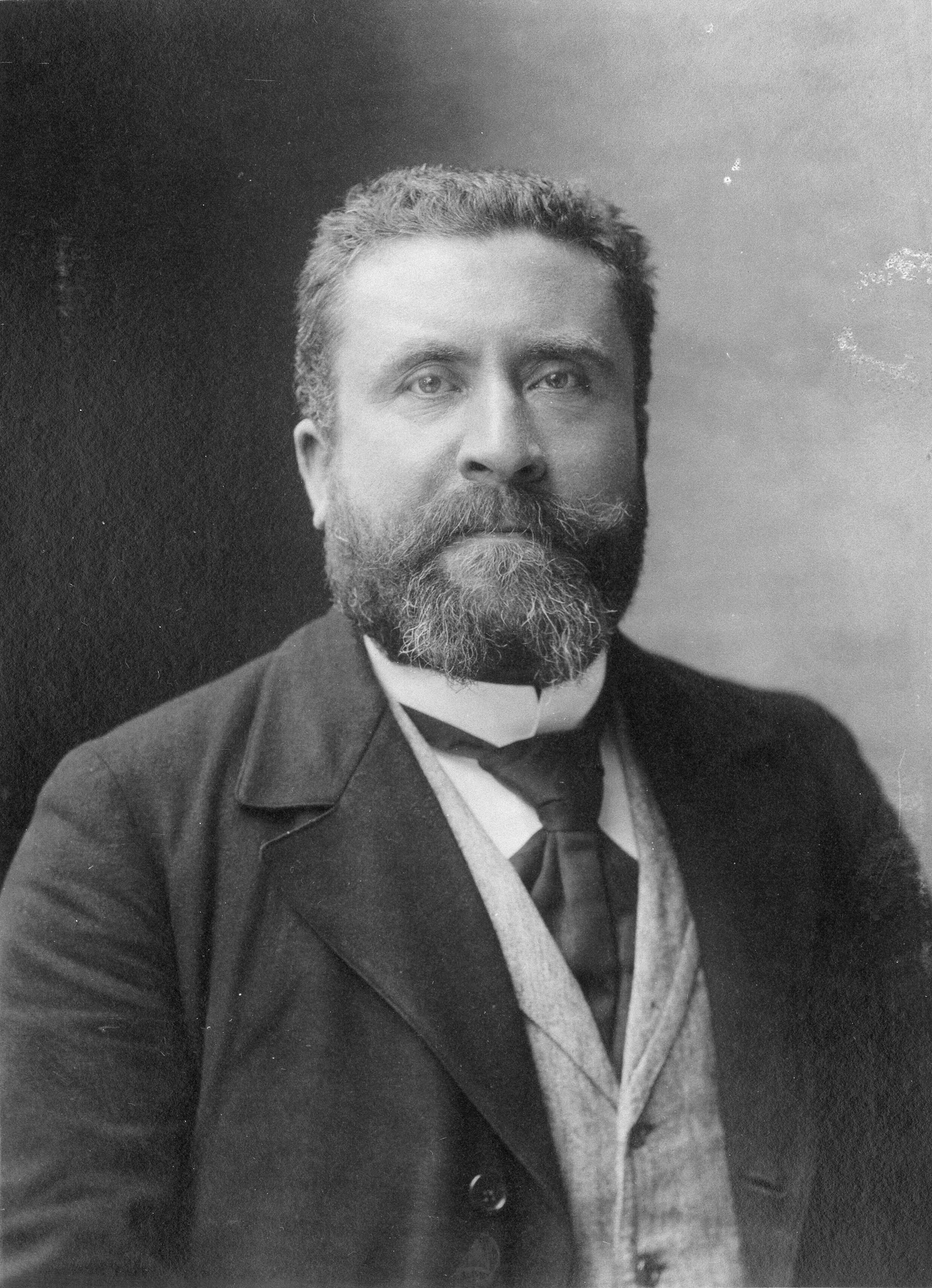
ジャン・ジョレス

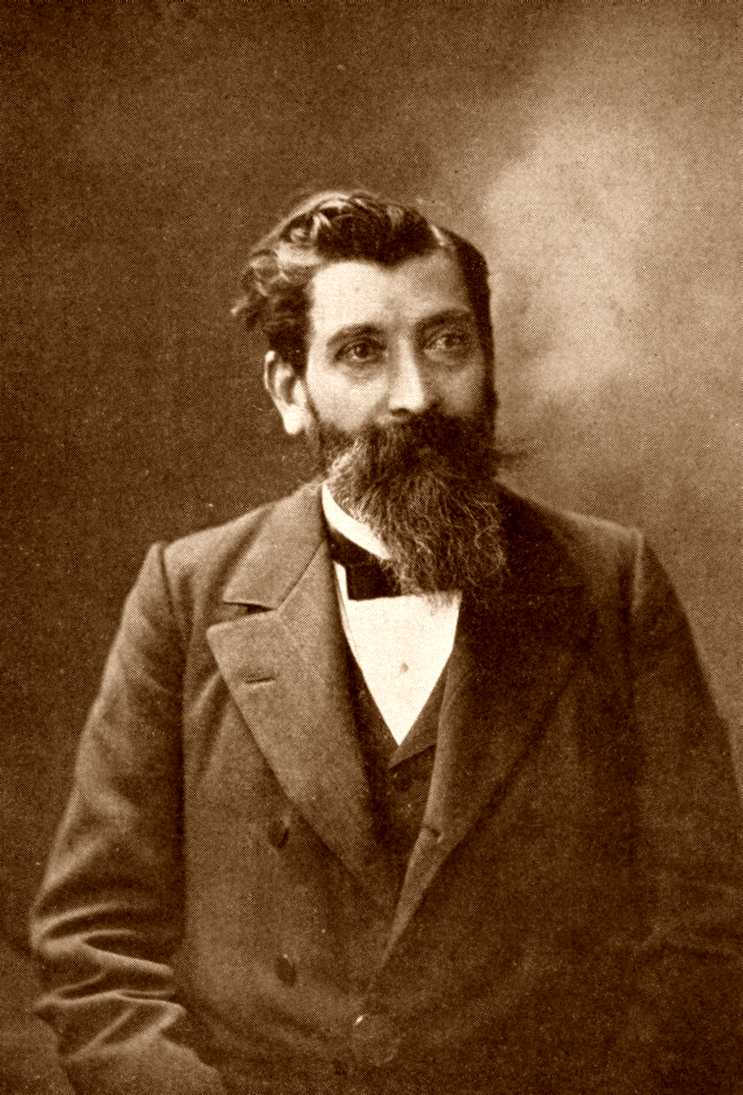
ポール・ブルス

19世紀末から20世紀初頭にかけてのフランスの社会主義運動は、政党が乱立し政治的には四分五裂の状態に陥り、大同団結して単一の社会主義政党を設立することが求められていた。しかし1899年のアレクサンドル・ミルランの入閣問題をめぐり社会主義者は支持派・反対派に分かれて対立し、早期の統一は困難な状態にあった。左派（入閣反対派）は1901年、いちはやく合同してフランス国社会党（PSDF）を結党したのに続き、ミルランの入閣を支持したポール・ブルス（Paul Brousse）らポシビリストの「フランス社会主義労働者連盟」（FTSF）、ジャン・アルマーヌ（Jean Allemane）らの「革命的社会主義労働党」（POSR）、およびジャン・ジョレスらの独立派（無所属系）社会主義者（SI / Socialistes Indépendants）も翌1902年合同してジョレスを中心とするフランス社会党（PSF）を結党した。
こののち党が加盟する第二インターナショナル（労働者インターナショナル）は1904年のアムステルダム大会で、フランスにおける社会主義政党の分裂を憂慮し単一の党にまとまるべきことを決議した。PSFはPSDFとともにこの決議を受け入れ、ジョレスは最大の対立要因となっていた社会主義者のブルジョア政権への協力問題について、閣外協力を含む否定的見解を出した。これにより両党の合同は進展し、1905年第二インター・フランス支部としてのフランス社会党（SFIO）が発足した。